# 邓鹤
鄧鶴（1536年—？），字子皋，河南河南府洛阳县人，民籍，明朝政治人物。进士出身。

## 生平
十二月十一日生，行二，治《易經》，由國子生中式嘉靖四十年（1561年）辛酉科河南鄉試第十五名舉人，年四十二歲中式萬曆五年（1577年）丁丑科會試第二百十名，第三甲第一百九十五名進士。1577年，接替杜伸任华亭县知县一职，1578年由杨东野接任。丁父母憂，服阕，萬曆十一年（1583年）起任山東臨朐縣知縣，十三年（1585年）復任长洲县知县，官至赣州府知府。

## 家族
曾祖鄧琦，府同知、進階中順大夫。祖父鄧興仁，知县。父鄧益謙（1503年-1580年），恩例儒官。母王氏（1505年-1578年）。具庆下，兄鄧龍。